# Lophocampa dognini
Lophocampa dognini là một loài bướm đêm thuộc phân họ Arctiinae, họ Erebidae.